# شهرستان مونرو (نیویورک)
شهرستان مونرو (به انگلیسی: Monroe County) واقع در ایالت نیویورک است. جمعیت این شهرستان بر اساس سرشماری سال ۲۰۱۰ آمریکا ۷۴۹۶۰۶ نفر گزارش شده‌است. مرکز شهرستان مونرو شهر روچستر است.این شهرستان در تاریخ ۲۳ فوریه ۱۸۲۳ بنیانگذاری شده و به افتخار جیمز مونرو ششمین رئیس جمهور ایالات متحده، مونرو نام گرفته‌است.